# Dragon Crystal
Dragon Crystal (ドラゴンクリスタル ツラニの迷宮?, Dragon Crystal: Tsurani no Meikyū) è un videogioco di ruolo del 1990 sviluppato da Sega per Game Gear e Sega Master System. Nel 2012 la versione Game Gear del gioco è stata distribuita per Nintendo 3DS.

## Modalità di gioco
Dragon Crystal è un roguelike che condivide molti elementi con Fatal Labyrinth.